# Estrangeirado
Denominam-se Estrangeirados, na História de Portugal, aos intelectuais portugueses que, em finais do século XVII e particularmente no século XVIII, após terem tido contacto com os progressos da Revolução científica e a filosofia das Luzes no estrangeiro, retornavam ao país.

## História
Em Portugal, como em outros países católicos no período, a esmagadora maioria da população era ainda analfabeta, o "Index Librorum Prohibitorum" encontrava-se em vigor, o ensino era controlado pelas Ordens Religiosas, e as Universidades ainda ensinavam matérias da escolástica da Idade Média.
Os principais aparelhos repressivos eram o Santo Ofício, visando os inimigos de Roma, e a polícia política, que combatia as ideias da Revolução Francesa. Os judeus continuavam a ser perseguidos, bem como os maçons, que se opunham à posição da  Igreja, como defensora do poder absoluto instituído. Apregoavam os direitos fundamentais nascidos da revolução francesa.
Portugal na primeira metade do século XIX era  um país devastado,  que se encontrava em grande decadência politica,  social e económica. A corte tinha sido transferida para o Brasil e  o povo  vivia  na miséria  provocada pelas invasões francesas e também pela permanência  no território das tropas inglesas   comandadas pelo general Beresford. Os "estrangeirados" constituíam uma elite de pensadores  que permanecia marginal à sociedade portuguesa, católica, conservadora, autocrática, que ainda menosprezava as ideias da Europa. Em alguns casos foram alvo de perseguição política e religiosa, uma vez que  muito embora permanecessem em organizações secretas como a maçonaria, eram reformadores e apregoavam  o secularismo, o liberalismo politico, este,   também representado por D.Pedro I do Brasil e IV de Portugal , filho de D João VI de Portugal. Os estrangeirados opunham-se  ao absolutismo, defendido pelos miguelistas conservadores. Fernandes Thomaz juiz desembargador liderou a revolta liberal de 1820 que teve lugar no Porto.
A França, um país católico e como tal com uma cultura mais semelhante à portuguesa, de língua latina e menos distante do que outras nações desenvolvidas, foi o principal ponto de referência para esta geração de pensadores portugueses.

## Principais nomes
- Alexandre de Gusmão;
- António Nunes Ribeiro Sanches, médico, filósofo e pedagogo ("Cartas sobre a Educação da Mocidade", 1759);
- Francisco Xavier de Oliveira (o Cavaleiro de Oliveira), diplomata;
- Jacob de Castro Sarmento FRS, médico;
- Bento de Moura Portugal FRS, físico e inventor;
- Avelar Brotero, botânico;
- João Jacinto de Magalhães, físico;
- Luís António Verney, pedagogo;
- Luís da Cunha, comendador da Ordem de Cristo;

## Atuação
Um dos que mais ativamente se empenharam na tentativa de regeneração cultural do país foi Verney, autor do Verdadeiro Método de Estudar (1746), base da política educativa reformista do marquês de Pombal, que tendo vivido alguns anos na Áustria e na Inglaterra, era ele próprio também um estrangeirado.
Para promover o desenvolvimento das ciências no país foram instituídas a Academia Real de História Portuguesa (1720) e a Academia das Ciências de Lisboa (1779).
Na Literatura, a Arcádia Lusitana rompeu com a tradição barroca e promoveu a literatura neoclássica.